# Colbert (C 611)
Il Colbert (C 611) era un incrociatore antiaereo (CAA) della marina francese varato nel 1956. Tra il 1970 e il 1972 venne sottoposto a diverse modifiche per farlo diventare un incrociatore missilistico (CLM). Unica unità della sua classe, il progetto derivava da quello del De Grasse (C 610), impostato alla fine degli anni trenta, ma varato solo nel 1946. Porta il nome di Jean-Baptiste Colbert.
L'incrociatore missilistico Colbert è stato l'ultima nave della Marine nationale della categoria. Nato come incrociatore convenzionale, con una evoluzione data dal progetto del De Grasse (C 610) di prima della guerra, è stato poi modificato per diventare una nave missilistica, valorizzando la sua rilevante stazza per ospitare un sistema missilistico antiaereo a lungo raggio.

## Storia

Il Colbert in configurazione originaria, porto di Taranto, 1966

Il Colbert aveva una struttura tipica degli incrociatori leggeri, ed un armamento pesante ma convenzionale. Rispetto all'incrociatore dal cui progetto derivava, esso era più largo di 1,1 metri e con una poppa accorciata e allargata, per avere una zona utile per l'atterraggio di un elicottero.
Esso venne immesso in linea nel 1959, e rimase una nave convenzionale fino al 1970, quando cominciò una ricostruzione che comprese varie innovazioni, tra cui la rimozione di quasi tutta l'artiglieria originaria. Se non fossero intervenuti problemi economici, la rimozione sarebbe stata anche più completa, ma anche così la revisione non fu di poco conto: le sovrastrutture vennero ricostruite, la nave venne dotata di un sistema di condizionamento dell'aria, soprattutto venne dotata di un sistema missilistico Masurca con rampa binata a poppa.
 Questo missile, primariamente un SAM per la difesa aerea (ignoto se aveva anche capacità superficie-superficie), aveva una conformazione aerodinamica molto simile al Terrier, con un peso anche maggiore e un raggio di 50 km. Oltre alla rampa erano presenti 2 radar di tiro poppieri.
Solo altre 2 navi, i cacciatorpediniere classe Suffren, avevano tale arma, mentre le altre navi francesi con missili per la difesa d'area avevano i Tartar/SM-1 statunitensi su rampe singole Mk 13.
Restavano 12 cannoni d'artiglieria contraerea, armi poste in installazioni binate ai fianchi della nave. Esse erano prive di radar specifici per il controllo del tiro, e rappresentavano la tecnologia tipica delle artiglierie francesi del dopoguerra. A prua vi erano 2 cannoni in impianti singoli M 1953, con una elevata cadenza di tiro (60 c/min) e un radar dedicato. La nave venne dotata anche di 4 MM.38 Exocet in lanciatori singoli. Per ovviare alla maggiore richiesta di elettricità, gli elettrogeneratori vennero portati a 5 MW di potenza complessiva, quasi a sottolineare che in una nave aggiornata non vi è mai nulla che sia definibile come "semplice".
Restituito nel 1972 alla flotta, il Colbert è diventato una nave importante, e sebbene privo delle sue artiglierie principali originarie, ha avuto il ruolo di nave comando della flotta francese del mar Mediterraneo, grazie alle nuove dotazioni per le comunicazioni e al sistema SENIT per la distribuzione delle informazioni tattiche tra navi.
Infine, nel 1981-82 venne nuovamente aggiornato per installarvi tra le altre cose, un sistema di comunicazione satellitare e la nuova versione del Masurca, la Mk2 Mod.3, con guida migliorata e gittata di 60 km. La nave è rimasta in servizio fino al 1991.
Dal 1993 al 2006 l'incrociatore Colbert si trovava ormeggiato nel lungofiume della Garonna a Bordeaux come nave museo; nel maggio del 2007 lascia Bordeaux in direzione di Brest, la nave è stata demolita nel 2018.